# Théophile Bellando de Castro
Théophile Bellando de Castro (monégasque : Teufilu Bellando de Castro), né le 7 mars 1820 à Monaco et mort le 16 mai 1903 dans la même principauté, est un personnage public monégasque, notaire de profession, poète et musicien à ses heures, auteur-compositeur de l'hymne national de Monaco écrit en 1841 en langue française, dans un contexte difficile en Principauté de Monaco où un climat de troubles populaires répétés s'était instauré dans les villes de Menton et Roquebrune faisant alors partie intégrante de la Principauté.

## Biographie
Né le 7 mars 1820 à Monaco, fils d'Antoine Bellando de Castro et Marie-Théodore Aillaud de Sausses, Théophile Bellando est issu d'une famille monégasque établie à Monaco depuis le XVIe siècle.
Après des études secondaires de droit, Théophile intègre l'étude notariale de son oncle maternel Jacques Aillaud de Sausses et lui succède ainsi comme notaire. Il sera par la suite nommé Notaire de la Maison souveraine par l'ordonnance souveraine no 199 de 1863 ; fonction qu'il exercera jusqu'à sa mort en 1903.
À l’apogée des soulèvements populaires de Menton et Roquebrune en 1848, il est nommé capitaine de la Garde nationale créée le 29 août de cette même année par l'ordonnance Souveraine du prince Florestan Ier, et commandée par son père Antoine Bellando de Castro. C'est cette même milice civique qui adopta comme marche de ralliement la Marche nationale des loyalistes, un chant patriotique qu'il avait composé sept ans plus tôt en témoignage de loyauté et de fidélité en la personne du prince de Monaco et de sa famille.
Alors que le prince Charles III monte sur le trône, Théophile Bellando est nommé adjoint au maire de Monaco par l'ordonnance souveraine no 16 de 1856. Reconduit dans ses fonctions à deux reprises (en 1862 et 1865), il exerça cette responsabilité publique jusqu'en 1870.
Théophile Bellando de Castro est décédé le 16 mai 1903 à Monaco à l'âge de 83 ans.

## Marche des Loyalistes
Le contexte politique difficile pour Monaco et les Grimaldi qui a marqué le milieu du XIXe siècle en Principauté est inextricablement lié à l'écriture de la Marche nationale des loyalistes par le jeune Théophile Bellando, et qui sera adoptée en 1867 comme hymne national de Monaco.

### Contexte historique
Au début du XIXe siècle, la principauté de Monaco occupait une superficie totale de 24 km2 jusqu'à la frontière sarde (aujourd'hui italienne) et comprenait alors trois communes : Monaco (1 250 habitants), Roquebrune (850 habitants) et Menton (4 900 habitants). À cette époque, la principale source de richesse de la Principauté est issue des cultures d'agrumes et d'oliviers de la plaine de Menton, le commerce extérieur monégasque reposant essentiellement sur les exportations d’huile et de citrons de Menton. À la suite d'une taxe sur les agrumes que le prince Florestan Ier voulait imposer et à la suite des révolutions de 1848, Menton et Roquebrune, déjà marquées par des troubles et soulèvements populaires récurrents depuis 1822, proclamèrent la déchéance des Grimaldi et se proclamèrent « villes libres » sous la protection du royaume de Sardaigne.
Alors que la Principauté de Monaco perdit près de 90 % de son territoire à la suite du traité franco-monégasque du 2 février 1861 (prévoyant la cession des villes de Menton et Roquebrune à la France de Napoléon III contre 4 millions de francs-or), Charles III fit rouvrir en 1863 le casino dans le quartier des Spélugues, qui prit le nom de Monte-Carlo en 1866. La principauté pouvant désormais suffire à ses besoins budgétaires grâce aux recettes des jeux, les impôts directs personnels, fonciers et mobiliers furent supprimés dès 1869, ce qui entraîna une intense activité de construction et d'urbanisation et contribua à attirer le gotha international dont la venue fut favorisée par le développement de la ligne de chemins de fer Paris-Lyon-Méditerranée (PLM) et de l'hôtellerie haut de gamme (tel l'hôtel de Paris).

### Chant de ralliement de la Garde nationale

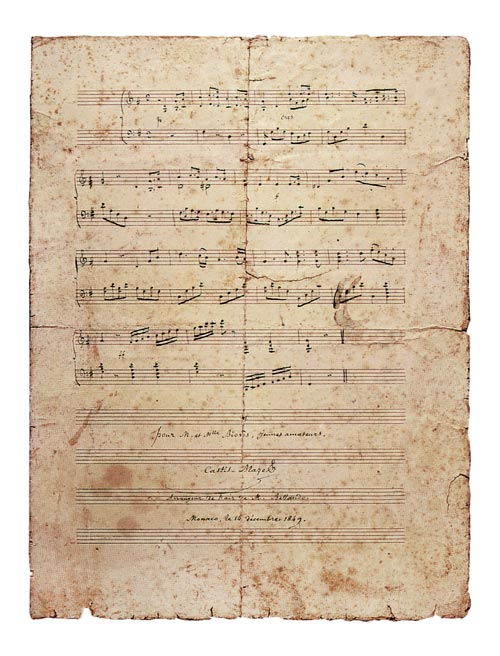
Partition manuscrite hymne monégasque (Théophile Bellando de Castro - Castil-Blaze)

En 1841 Théophile Bellando alors âgé de 21 ans souhaita répliquer à la diffusion en Principauté de Monaco de chansons séditieuses, par l'écriture d'un chant patriotique de 8 couplets et un refrain en langue française, hommage de loyauté et fidélité au prince de Monaco et à sa famille. Sa rencontre avec le musicographe Castil-Blaze, grand ami du prince Florestan Ier, fut l'occasion pour Théophile Bellando de faire gagner son chant en harmonie grâce notamment à quelques réajustements et modifications de l'air d'introduction et du refrain.
En 1848, alors que Menton et Roquebrune se déclarent « villes libres », Théophile Bellando devint capitaine de la Garde nationale créée le 29 août par ordonnance souveraine du prince Florestan Ier. Cette milice civique nouvellement créée cherchant un chant de ralliement, elle adopta le chant patriotique de Théophile qui devint très vite populaire au point d'être couramment entonné en conclusion des réunions musicales des monégasques sous le nom de Marche nationale des loyalistes.

### Hymne national monégasque
Après 1861, bien qu'amputé d'une partie de son territoire par la cession de Menton et de Roquebrune à la France, la Principauté va connaître un développement au travers de la fondation en 1856 de la Société des bains de mer et le passage à Monaco du chemin de fer en 1868 à l'origine du succès de Monte-Carlo.
C'est dans ce contexte d'affluence en Principauté de nombreux visiteurs étrangers que le prince Charles III décida de doter Monaco d'un Hymne. Charles Albrecht sollicité pour l'occasion arrêta son choix sur la marche de Théophile dont il proposa un arrangement pour piano sous le nom d'Air National de Monaco. Quelques années plus tard, François Bellini (1842-1910), musicien à l'Orchestre de Monte-Carlo en 1864 et maître de chapelle de la Cathédrale de Monaco en 1884, fut sollicité pour orchestrer l'œuvre d'Albrecht.
Lors des fêtes du 25e anniversaire de l'avènement au trône du Prince Albert Ier, en 1914, le maître Léon Jehin (1858-1928), chef d'orchestre de l'Opéra et des Concerts classiques de Monte-Carlo, est chargé de reprendre l'orchestration afin de la rendre plus brillante. C'est cette dernière version que l'on entend de nos jours, lors des manifestations officielles.

## Distinctions
En 1863, Théophile Bellando reçoit l'ordre de Saint-Charles au grade de chevalier des mains du prince Charles III lors de la 5e promotion de cet ordre créé en 1858.
En 1872, Théophile Bellando se voit autorisé à apposer à son patronyme celui de Castro par l'ordonnance souveraine no 669 de 1872, au même titre que son père Antoine et son frère Lucien Éloi Bellando de Castro.